# Борис Апостолов (писател)
Вижте пояснителната страница за други личности с името Борис Апостолов.
Борис Апостолов (на македонска литературна норма: Борис Апостолов) е поет и разказвач от Северна Македония.

## Биография
Роден е в 1944 година в окупирания от България Скопие. Завършва средно образование. Член е на Дружеството на писателите на Македония от 1995 година.